# Baie de Kiel

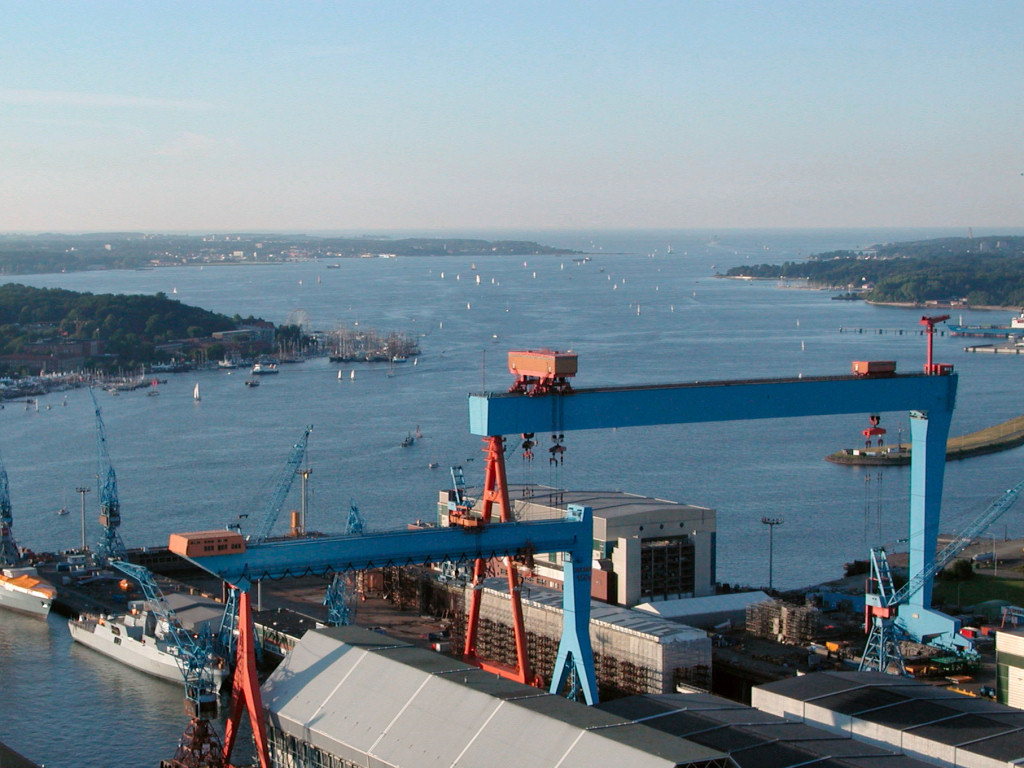
Baie de Kiel.

La baie de Kiel (en allemand : Kieler Bucht, en danois : Kiel Bugt) est une baie de l'ouest de la mer Baltique. Elle est bordée au sud et à l’ouest par les côtes du Schleswig-Holstein, au sud-est par l’île de Fehmarn et au nord par les îles danoises d’Als, Ærø et Langeland. La baie est frangée de nombreux fjords, bras de mer et petites baies qui pénètrent dans le continent. Parmi ceux-ci on peut citer le fœrde de Kiel, la baie d’Eckernförde, la Schlei et la fœrde de Flensburg.
La baie de Kiel communique avec les baies de Mecklenburg et Lübeck par le Fehmarnbelt (passage entre l’île de Fehmarn et les îles danoise) et le Fehmarnsund (passage entre l’île de Fehmarn et le continent).
Au centre de la baie se trouve le phare de Kiel (54° 30′ 01″ N, 10° 16′ 30″ E).